# سامانتا استوزر
سامانتا استوسر (زادهٔ ۳۰ مارس ۱۹۸۴ در بریزبین کوئینزلند) تنیسوری حرفه‌ای از استرالیا است.
او در گذشته به همراه لیزا ریموند آمریکایی، برای ۶۱ هفته در ردهٔ اول بهترین تنیسورهای دونفرهٔ دبلیوتی‌ای قرار داشت.
بهترین رتبهٔ او در انفرادی زنان، ۴ است.